# AA Волка
AA Волка (лат. AA Lupi) — одиночная переменная звезда в созвездии Волка на расстоянии (вычисленном из значения параллакса) приблизительно 3573 световых лет (около 1096 парсека) от Солнца. Видимая звёздная величина звезды — от менее +16,5m до +11,8m.

## Характеристики
AA Волка — красная пульсирующая переменная звезда, мирида (M) спектрального класса M5e. Эффективная температура — около 3284 K.